# Бутырки (Самарская область)
Бутырки — деревня в Сызранском районе Самарской области. Входит в состав сельского поселения Чекалино.

## География
Деревня расположена северо-восточнее административного центра сельского поселения — села Чекалино. Населённый пункт расположен на холмах.

## Население
| 2010 |
| ---- |
| 3    |

## Экономика
В деревне отсутствуют какие-либо предприятия. Ранее в деревне имелся свой колхоз «Динамо». С 1950-х годов, после ликвидации собственного колхоза, населённый пункт существовал за счёт чекалинского колхоза «Победитель», при этом часть жителей перебрались в Чекалино. Когда же он прекратил своё существование, деревня пришла в окончательный упадок.
В настоящее время в деревне функционируют две скважины, добывающие питьевую воду для города Сызрань.

## Транспорт
Ближайшая железнодорожная станция расположена в Сызрани. Автобусная остановка находится в нескольких километрах, при въезде в село Чекалино.